# Kris Allen
Pour les articles homonymes, voir Allen.
Kristopher Neil Allen (né le 21 juin 1985), mieux connu sous le nom de Kris Allen, est un auteur-compositeur-interprète américain originaire de l'Arkansas. Il a remporté la huitième saison d'American Idol aux États-Unis.

## Biographie

### Son enfance
Allen est né à Jacksonville, dans l'Arkansas, de Kimberly (née Wood) et Neil Allen,. Il est le plus âgé des deux fils de la famille. Allen est chrétien évangélique non confessionnel et a servi comme directeur musical auxiliaire à la New Life Church de Conway et Little Rock. Allen a participé au travail de missionnaire autour du monde, comme en Birmanie, au Maroc, au Mozambique, en Afrique du Sud, en Espagne et en Thaïlande.
L'intérêt d'Allen pour la musique fut assez précoce. Il commença à jouer du violon à partir de l'école élémentaire et continua dans l'orchestre de la Mills University Studies High School. De plus, il apprit seul à jouer de la guitare à partir de 13 ans et continua avec le piano.
Après ses études élémentaires, Allen continua son cursus à l'université du centre de l'Arkansas. Cependant, son envie de musique le pousse à arrêter ses études. C'est à cette époque qu'il commence à se produire dans des bars locaux et à travailler comme vendeur de chaussures,.
On peut dire que sa carrière musicale commence en 2007, quand il sort son premier album auto-produit nommé Brand New Shoes et qu'il réalise avec son groupe composé d'amis ; Michael Holmes (percussions) et Chase Erwin (basse).

### American Idol
Allen prévoit à ce moment de retourner à ses études pour finir son année et "trouver un vrai job" mais il décide finalement comme un dernier espoir pour sa carrière musicale de participer aux castings de American Idol avec son frère Daniel et Cale Mills, un ami.
Il se présente donc à Louisville, Kentucky
Il revendique parmi ses influences musicales des artistes comme les Beatles, Jamie Cullum, Jason Mraz, John Mayer ou Michael Jackson. Il décrira sa participation au casting de American Idol comme un dernier espoir pour se lancer dans une carrière musicale.
Au fil de ses interprétations, il reçut de nombreux compliments à propos de son interprétation dans un style folk de chansons modern pop. Durant ses prestations, il joua de plusieurs instruments comme de la guitare acoustique, guitare électrique, du synthétiseur et du piano, montrant l'ensemble de ses talents.
Le 20 mai 2009, Kris Allen fut déclaré gagnant de la huitième édition de American Idol face à Adam Lambert.
Près de 100 millions de votes furent recueillis durant cette finale, instaurant un nouveau record pour cette compétition.

#### Performances/Résultats
| Semaine            | Thème                                             | Chanson choisie                                      | Artiste d'origine                                | Résultat    |
| ------------------ | ------------------------------------------------- | ---------------------------------------------------- | ------------------------------------------------ | ----------- |
| Audition           | Libre                                             | "A Song for You"                                     | Leon Russell/Donny Hathaway                      | Sélectionné |
| Hollywood          | Premier Solo                                      | "For Once in My Life"                                | Stevie Wonder                                    | Sélectionné |
| Hollywood          | Performance de groupe                             | "I Want You Back"                                    | The Jackson 5                                    | Sélectionné |
| Hollywood          | Deuxième Solo                                     | "Everything"                                         | Michael Bublé                                    | Sélectionné |
| Top 36/ Semi-Final | Billboard Hot 100                                 | "Man in the Mirror"                                  | Michael Jackson                                  | Sélectionné |
| Top 13             | Michael Jackson                                   | "Remember the Time"                                  | Michael Jackson                                  | Sauvé       |
| Top 11             | Grand Ole Opry                                    | "Make You Feel My Love"                              | Bob Dylan                                        | Sauvé       |
| Top 10             | Motown                                            | "How Sweet It Is (To Be Loved by You)"               | Marvin Gaye                                      | Sauvé       |
| Top 9              | Top Downloads                                     | "Ain't No Sunshine"                                  | Bill Withers                                     | Sauvé       |
| Top 8              | L'année de votre naissance                        | "All She Wants to Do Is Dance"                       | Don Henley                                       | Sauvé       |
| Top 7              | Chansons du cinéma                                | "Falling Slowly" - Once                              | Glen Hansard & Markéta Irglová                   | Sauvé       |
| Top 6              | Disco                                             | "She Works Hard for the Money"                       | Donna Summer                                     | Sauvé       |
| Top 5              | Rat Pack Standards                                | "The Way You Look Tonight"                           | Frank Sinatra                                    | Sauvé       |
| Top 4              | Rock and roll duo Solo                            | "Renegade" avec Danny Gokey "Come Together"          | Styx The Beatles                                 | Sauvé       |
| Top 3              | Choix des juges Libre choix                       | "Apologize" Heartless"                               | OneRepublic Kanye West                           | Sauvé       |
| Top 2              | Libre choix Choix de Simon Fuller Coronation Song | "Ain't No Sunshine" What's Going On" "No Boundaries" | Bill Withers Marvin Gaye Kris Allen/Adam Lambert | Gagnant     |

### L'aprèsIdol

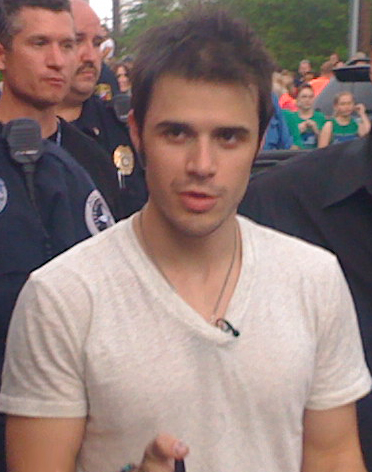
Kris Allen le 8 mai 2009.

Après sa victoire, Allen sortit son premier single No Boundaries le 20 mai 2009. La chanson se classa à la 11e place du Billboard's Hot 100 pour la semaine du 29 mai.
Il fut invité à se produire dans de nombreux shows télévisés ainsi que lors de rassemblements comme au Wal-Mart Annual Shareholders' Meeting 2009 ou à Disney's Hollywood Studios où une parade fut préparée spécialement en son honneur.
Pour la préparation de son premier album, des rumeurs parlaient de collaborations avec Claude Kelly, David Hodges, Jon Foreman de Switchfoot, Salaam Remi et Joe King de The Fray. Il annonça également travailler avec Toby Gad, Alex Band (ex-membre du groupe The Calling), Dan Wilson de Semisonic, Chris Daughtry et Mat Kearney,
Le premier single Live Like We're Dying (une reprise du face B de The Script) a été enregistré via Z100 à New-York, et est sorti le 21 septembre 2009.
Le 25 octobre 2009, en concert à Miami Dolphins, Allen chante trois chansons (Can't Stay Away, Written All Over My Face, et Before We Become Undone) de son nouvel album comme un avant goût.
Son premier album homonyme, Kris Allen, sortit le 17 novembre 2009. Après sa première semaine de vente, l'album se plaça à la 11e place du Billboard 200 après avoir vendu 80 000 copies.

## Discographie

### Albums studio
| 2007                                 | Brand New Shoes - Label: Auto réalisé | —  | —  |
| 2009                                 | Kris Allen - Label: Jive/19           | 11 | 50 |
| 2012                                 | Thank you camellia                    |    |    |
| 2014                                 | Horizons                              |    |    |
| "—" signifie qu'il na pas été classé |                                       |    |    |

### Singles
| Année | Single                | Meilleures positions | Meilleures positions | Meilleures positions | Meilleures positions | Meilleures positions | Meilleures positions | Album                  |
| Année | Single                | US                   | US Pop               | US AC                | CAN                  | UK                   | NZ                   | Album                  |
| ----- | --------------------- | -------------------- | -------------------- | -------------------- | -------------------- | -------------------- | -------------------- | ---------------------- |
| 2009  | No Boundaries         | 11                   | 26                   | 19                   | 13                   | 92                   | —                    | American Idol Season 8 |
| 2009  | Live Like We're Dying | 41                   | 38                   | 21                   | —                    | —                    | 18                   | Kris Allen             |

### Clip vidéos
| Année | Chanson               | Réalisateur |
| ----- | --------------------- | ----------- |
| 2009  | Live Like We're Dying | Marco Puig  |

## Récompenses et nominations
| Année | Cérémonie              | Prix                                      | Résultat |
| ----- | ---------------------- | ----------------------------------------- | -------- |
| 2009  | Teen Choice Awards     | Choice Male Reality/Variety Star          | Nommé    |
| 2009  | Teen Choice Awards     | Choice Summer Tour (American Idol Top 10) | Nommé    |
| 2009  | People's Choice Awards | Break-Out Musical Artist                  | Nommé    |